# Hydriomena leucosigna
Hydriomena leucosigna är en fjärilsart som beskrevs av Dyar 1915. Hydriomena leucosigna ingår i släktet Hydriomena och familjen mätare. Inga underarter finns listade i Catalogue of Life.